# José Fonte
José Miguel da Rocha Fonte ComM (* 22. prosince 1983 Penafiel) je portugalský fotbalový obránce. Svoji fotbalovou kariéru začal ve Sportingu Lisabon. V Portugalsku hrál do roku 2007, poté se přesunul do Anglie. V dresu Southamptonu odehrál 260 ligových utkání. Po krátkém angažmá ve West Hamu krátce působil v Číně, a od roku 2018 hraje za francouzské Lille OSC.
Od roku 2014 je členem portugalské reprezentace, se kterou v roce 2016 vyhrál Mistrovství Evropy.

## Klubová kariéra
S fotbalem začínal v rodném Penafielu, v roce 1994 se přesunul do juniorských týmů Sportingu Lisabon. Do prvního týmu se ale nikdy neprobojoval, nastupoval za rezervní tým ve třetí lize, kde odehrál 59 zápasů. V roce 2004 podepsal smlouvu s SC Salgueiros, který ale záhy zkrachoval, ukončil smlouvu a podepsal s druholigovým FC Felgueiras. Ve Felgueiras si připsal 28 startů a přestoupil do prvoligové Vitórie Setúbal. Svými výkony na sebe upoutal pozornost nejlepších klubů Portugalska, a v lednu 2006 podepsal s Benficou Lisabon, která ho obratem poslala na hostování do FC Paços de Ferreira. V utkání proti FC Penafiel vstřelil gól, ale dokázal vstřelit i dva vlastní góly. V Benfice neodehrál jediný zápas, další sezonu byl na hostování v CF Estrela da Amadora a v roce 2007 zamířil na hostování do anglického Crystal Palace FC.
V Crystal Palace svými výkony zaujal a tým na něj uplatnil opci. V lednu 2010 přestoupil do třetiligového Southamptonu. V Southamptonu se mu dařilo, v sezoně 2010/11 byl zvolen do nejlepší XI soutěže. Během pár let Southampton dokázal postoupit nejprve do druhé ligy a vzápětí i do nejvyšší anglické ligy, Premier League. V té debutoval 19. srpna 2012 proti Manchesteru City, odehrál celé utkání. V srpnu 2014 podepsal novou, tříletou smlouvu s klubem, a stal se kapitánem. V září 2016 se objevil na soupisce Southamptonu v utkání prvního kola základní skupiny Evropské ligy proti pražské Spartě, do hry ale nezasáhl. V lednu 2017 přestoupil do West Hamu za 8 milionů liber (v přepočtu 240 milionů korun). V únoru 2018 přestoupil za 5 milionů liber (~ 150 milionů korun) do čínského Ta-lien I-fang. Tam ale odehrál pouze 7 utkání, v červenci předčasně ukončil smlouvu. Dne 20. července 2018 podepsal smlouvu s francouzským Lille OSC, kde se stal kapitánem. V říjnu 2020 nesl kapitánskou pásku v utkání prvního kola základní skupiny Evropské ligy proti pražské Spartě, kde Lille vyhrálo 4:1.

## Rodina
Má mladšího bratra Ruie, který je také fotbalistou. Hraje na pozici útočníka v SC Braga, v minulosti spolu hráli ve Sportingu (juniorské týmy), Crystal Palace a Lille. Jejich otec Artur je bývalý fotbalový obránce, v kariéře působil 12 let v portugalské první lize a byl juniorským reprezentantem.